# وشم تپوئی
وشم تپوئی (نام علمی: Crypturellus ptaritepui) نام یک گونه از سرده دمچه‌پنهان‌ها است.